# کیلمتینه
کیلمتینه (روسی: Киллэмтиинэ) یک رودخانه در استان یاقوتستان کشور روسیه است.